# Clovia bifasciata
Clovia bifasciata är en insektsart som beskrevs av Victor Lallemand 1940. Clovia bifasciata ingår i släktet Clovia och familjen spottstritar. Inga underarter finns listade i Catalogue of Life.